# Erik Sylvén
Frans Erik Birger Sylvén, född 8 mars 1916 i Österfärnebo församling, Gävleborgs län, död 15 augusti 1998 i Annedals församling, Göteborg, var en svensk väg- och vattenbyggnadsingenjör. Han var bror till Gunnel och Edvard Sylvén.
Sylvén, som var son till jägmästare Hjalmar Sylvén och Märta Engdahl, avlade studentexamen i Skara 1935 och utexaminerades från  Kungliga Tekniska högskolan 1940. Han blev biträdande ingenjör vid Stockholms väginstitut 1941, ingenjör vid Stockholms stads gatukontor 1944, förste ingenjör vid Göteborgs stads generalplanekontor 1951, chef för stadsplanekontorets trafikavdelning 1954 (som efterträdare till Adde Laurin) samt var chef för trafikbyrån och snabbspårvägsutredningen (Angeredsbanan) vid stadsbyggnadskontorets generalplaneavdelning från 1962. 
Sylvén var vikarierande speciallärare 1954 och tillförordnad professor i del av stadsbyggnadslära vid Chalmers tekniska högskola 1955–1956. Han var ledamot av Svenska kommunaltekniska föreningens gatu- och trafikkommitté 1957–1964 och av Kungliga Ingenjörsvetenskapsakademiens transportforskningskommission från 1963. Han författade Trafikprognos för tätortsområden och diverse artiklar inom det trafiktekniska området. 